# Macon County (Alabama)
Das Macon County ist ein County im Bundesstaat Alabama der Vereinigten Staaten. Der Sitz der Countyverwaltung (County Seat) befindet sich in Tuskegee, was im Muskhoge-Dialekt der Creek-Indianer so viel bedeutet wie Krieger.

## Geographie
Das County liegt südöstlich des geographischen Zentrums von Alabama, ist im Osten etwa 70 km von Georgia entfernt und hat eine Fläche von 1588 Quadratkilometern, wovon sieben Quadratkilometer Wasserfläche sind. Es grenzt im Uhrzeigersinn an folgende Countys: Lee County, Russell County, Bullock County, Montgomery County, Elmore County und Tallapoosa County.

## Geschichte
Macon County wurde am 18. Dezember 1832 aus dem von den Creek-Indianern am 24. März 1832 abgetretenen Land gebildet. Benannt wurde es nach Nathaniel Macon, einem Soldaten und Staatsmann aus North Carolina.

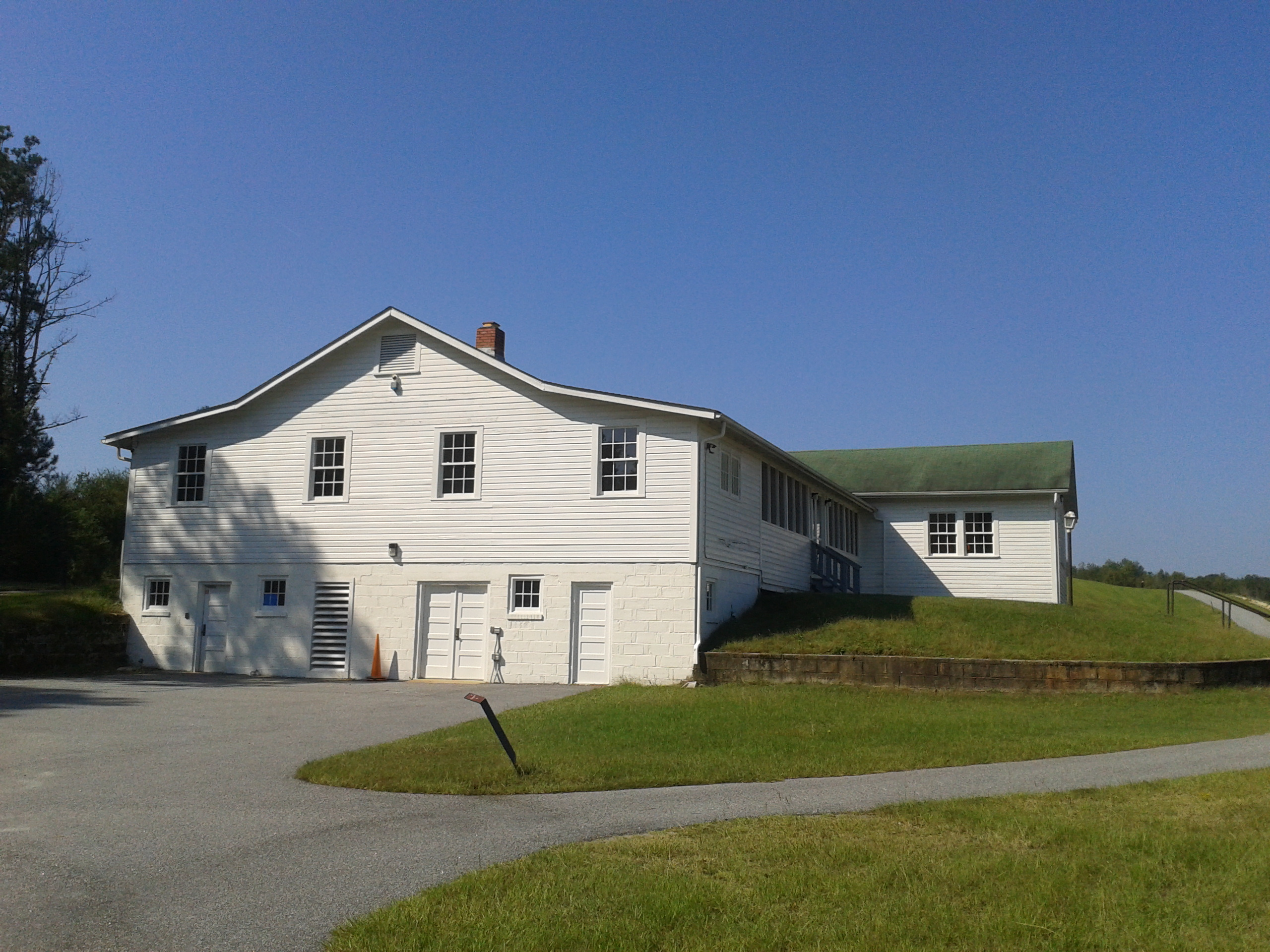
Clubhaus in der Tuskegee Airmen National Historic Site (2017)

14 Bauwerke und Stätten im County sind im National Register of Historic Places (NRHP) eingetragen (Stand 4. April 2020), wobei das Tuskegee Institute National Historic Site den Status eines National Historic Landmarks hat. Mit der Tuskegee Airmen National Historic Site existiert eine weitere National Historic Site im County.

## Demographische Daten
Nach der Volkszählung im Jahr 2000 lebten im Macon County 24.105 Menschen. Davon wohnten 2.285 Personen in Sammelunterkünften, die anderen Einwohner lebten in 8.950 Haushalten und 5.540 Familien. Die Bevölkerungsdichte betrug 15 Einwohner pro Quadratkilometer. Ethnisch betrachtet setzte sich die Bevölkerung zusammen aus 84,64 Prozent Afroamerikanern, 13,96 Prozent Weißen, 0,16 Prozent amerikanischen Ureinwohnern, 0,38 Prozent Asiaten und 0,13 Prozent aus anderen ethnischen Gruppen; 0,73 Prozent stammten von zwei oder mehr Ethnien ab. 0,72 Prozent der Bevölkerung waren spanischer oder lateinamerikanischer Abstammung.
Von den 8.950 Haushalten hatten 28,4 Prozent Kinder und Jugendliche unter 18 Jahren, die bei ihnen lebten. In 31,7 Prozent lebten verheiratete, zusammen lebende Paare, 25,8 Prozent waren allein erziehende Mütter, 38,1 Prozent waren keine Familien, 33,0 Prozent aller Haushalte waren Singlehaushalte und in 11,9 Prozent lebten Menschen im Alter von 65 Jahren oder darüber. Die Durchschnittshaushaltsgröße betrug 2,44 und die durchschnittliche Familiengröße betrug 3,13 Personen.
25,2 Prozent der Bevölkerung waren unter 18 Jahre alt, 16,9 Prozent zwischen 18 und 24, 22,9 Prozent zwischen 25 und 44, 21,0 Prozent zwischen 45 und 64 und 14,0 Prozent waren 65 Jahre oder älter. Das Durchschnittsalter betrug 32 Jahre. Auf 100 weibliche Personen kamen 85 männliche Personen und auf ebenso viele Frauen im Alter von 18 Jahren und darüber kamen 80,3 Männer.
Das jährliche Durchschnittseinkommen eines Haushalts betrug 21.180 USD, das Durchschnittseinkommen einer Familie 28.511 USD. Männer hatten ein Durchschnittseinkommen von 25.971 USD, Frauen eines von 21.773 USD. Das Prokopfeinkommen betrug 13.714 USD. 26,8 Prozent der Familien und 32,8 Prozent der Einwohner lebten unterhalb der Armutsgrenze.

## Orte im Macon County
- Alliance
- Armstrong
- Boromville
- Broach Mill
- Calebee
- Chehaw
- Chesson
- Cotton Valley
- Creek Stand
- Cross Keys
- Davisville
- Downs
- Fort Davis
- Franklin
- Golddust
- Goodwyn
- Hannon
- Hardaway
- Hornady
- La Place
- Liberty City
- Little Texas
- Liverpool
- Milstead
- Mount Andrew
- Notasulga
- Pleasant Hill
- Roba
- Shorter
- Society Hill
- Tuskegee
- Tysonville
- Warriorstand
- Woodland